# Clematis calcicola
Clematis calcicola är en ranunkelväxtart som beskrevs av J.S.Kim. Clematis calcicola ingår i släktet klematisar, och familjen ranunkelväxter. Inga underarter finns listade i Catalogue of Life.